# 프럭탄

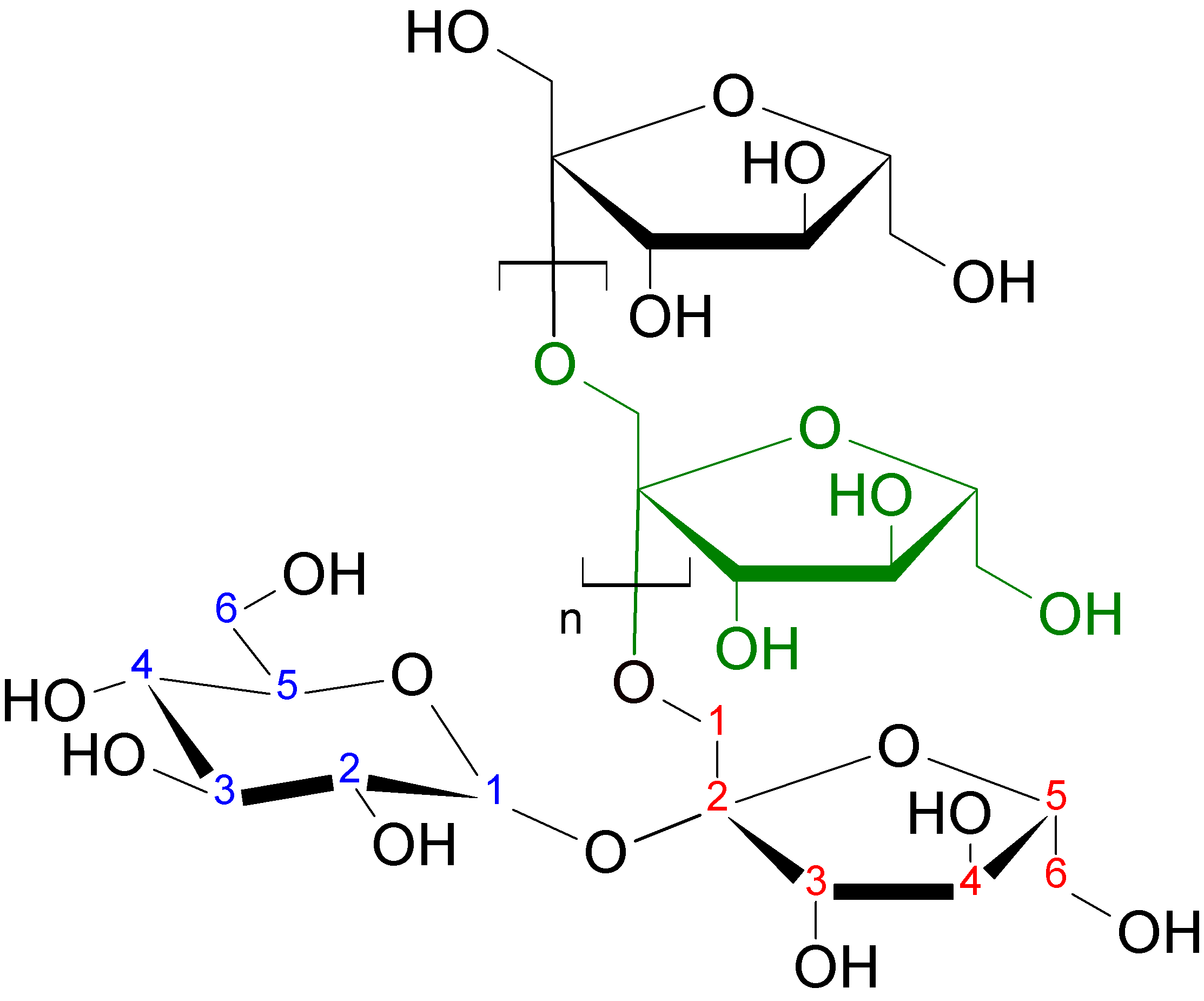
1→2 글리코사이드 결합을 갖는 α-D-글루코스를 가지고 있는 선형 프럭탄인 이눌린의 구조식

프럭탄(영어: fructan)은 프럭토스(과당)로 구성된 중합체이다. 사슬의 길이가 짧은 프럭탄은 프럭토올리고당으로 알려져 있다. 프럭탄은 용설란, 아티초크, 아스파라거스, 부추, 마늘, 양파(파 포함), 야콘, 콩감자, 보리, 밀과 같은 외떡잎식물과 쌍떡잎식물을 포함하여 속씨식물의 12% 이상에서 발견할 수 있다.
프럭탄은 풀에서도 발견되며, 말과 기타 방목 동물(말과)에 대해 식이적 영향을 미친다.

## 유형
프럭탄은 프럭토스 잔기로 구성되며, 일반적으로 환원 말단에 수크로스 단위(즉, 글루코스-프럭토스 이당류)가 있다. 프럭토스 잔기의 연결 위치는 프럭탄의 유형을 결정한다. 프럭탄에는 5가지 유형이 있다.
결합은 일반적으로 2개의 1차 하이드록실기(OH-1 또는 OH-6) 중 하나에서 일어나며 단순 프럭탄에는 두 가지 기본 유형이 있다.
- 1-결합: 이눌린에서 프럭토실 잔기는 β-2,1-글리코사이드 결합에 의해 연결된다.
- 6-결합: 레반과 플레인(phlein)에서 프럭토실 잔기는 β-2,6-글리코사이드 결합에 의해 연결된다.

프럭탄의 세 번째 유형인 그라미닌 유형은 β-2,1-글리코사이드 결합과 β-2,6-글리코사이드 결합 모두를 포함한다.
다음과 같은 프럭탄의 두 가지 유형은 더 복잡하다. 이들은 분자의 양쪽에서 신장이 일어나는 6G-케스토트라이오스 골격에 형성된다. 다음과 같은 두 가지 유형이 식별된다.
- 신-이눌린 유형("이눌린 신시리즈"라고도 함[2]): β-2,1-글리코사이드 결합이 우세함.
- 신-레반 유형("레반 신시리즈"라고도 함[2]): β-2,6-글리코사이드 결합이 우세함.

## 기능
프럭탄은 많은 풀 종의 줄기에서 중요한 저장 다당류이며 어느 정도의 동결 내성을 부여한다. 주목할만한 예외는 프럭탄을 합성할 수 없는 벼이다.
보리에서 프럭탄은 액포에서 축적되고 세포 내에서 탄소 흡수원의 역할을 하여 광합성을 촉진한다. 프럭탄의 저장은 곡물이 자라는 동안에는 생식 조직으로, 생장 기간 동안에는 영양 조직으로 운반된다.
치커리의 이눌린계 프럭탄은 주로 식품 원료인 프럭탄의 공업적 생산을 위한 원료로 사용된다. 식품 산업에서 프럭탄의 사용은 프리바이오틱 식이 섬유로서 프럭탄의 영양적 및 기술적 특성을 기반으로 한다.

## 다양한 식품에서의 프럭탄의 함량
| 공급원                   | 함량 (%)   |
| ------------------------ | ---------- |
| 용설란                   | 7~25%      |
| 뚱딴지                   | 16.0~20.0% |
| 아티초크                 | 2.0~6.8%   |
| 아스파라거스             | 1.4~4.1%   |
| 보리 낟알 (아주 어린 것) | 22%        |
| 마늘                     | 17.4%      |
| 양파                     | 1.1~10.1%  |
| 호밀 (겨)                | 7%         |
| 호밀 (낟알)              | 4.6~6.6%   |
| 밀빵 (흰색)              | 0.7~2.8%   |
| 밀가루                   | 1~4%       |
| 밀 파스타                | 1~4%       |

## 같이 보기
- 식이 섬유 – 완전히 소화되지 않는 식물성 식품의 일부
- 프리바이오틱스 – 미생물의 생장을 유도하는 영양 물질

## 참고 문헌
- Sugar – Chemical, Biological and Nutritional Aspects of Sucrose. John Yudkin, Jack Edelman and Leslie Hough (1971, 1973). The Butterworth Group. ISBN 0-408-70172-2